# Ervedosa (Pinhel)
Ervedosa es una freguesia portuguesa del concelho de Pinhel, con 13,29 km² de superficie y 260 habitantes (2001). Su densidad de población es de 19,6 hab/km².